# Sistema di controllo della marcia del treno

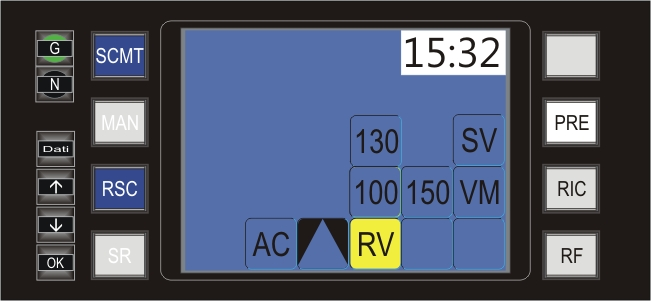
schéma d'un ecran du sistema di controllo della marcia del treno

Le sistema di controllo della marcia del treno (« système de contrôle de la marche des trains »), souvent abrégé en SCMT, est un système de protection des trains et signalisation en cabine utilisé en Italie. La transmission d'information aux trains se fait de manière ponctuelle, au passage au niveau d'une balise (appelée Punto informativo, « point d'information »).
Il est assez proche du Contrôle de vitesse par balises utilisé en France.
Tous les trains circulant sur la plupart des lignes du réseau ferré italien doivent être compatible avec le SCMT depuis début 2010. Les TGV circulant pour le compte de la société Artesia ont été modifiés pour les rendre compatibles.